# Chrám Záštity Přesvaté Bohorodice (Kralupy nad Vltavou)
Chrám Záštity Přesvaté Bohorodice je původní kaple městského hřbitova v Kralupech nad Vltavou. Je ve vlastnictví města, které ji zapůjčilo pro bohoslužby kralupské církevní obce pražské eparchie Pravoslavné církve v českých zemích a na Slovensku. Kaple není památkově chráněna.

## Historie
V roce 1932 byla v sousedství kralupského hřbitova postavena kaple. Byla postavena původně pouze pro potřeby vedlejšího hřbitova, jako místo pro pohřební obřady. Tomuto účelu přestala postupně sloužit a začala chátrat. Po výstavbě nové hřbitovní obřadní síně zůstala již zcela bez využití. Silně zchátralá kaple byla opravena až v roce 2011. V roce 2014 byla v Kralupech zřízena pravoslavná církevní obec. Té byla kaple následně na jaře roku 2015 propůjčena do užívání. Její interiér byl adaptován pro potřeby bohoslužeb v byzantském ritu. V roce 2024 byly do ikonostasu pořízeny nové, klasicky psané, ikony Ježíše Krista a Bohorodice, které nahradily původně zde instalované (provizorní) ikony z tlačeného papíru.

## Současnost
V kapli jsou pravidelné pravoslavné bohoslužby každou neděli a na velké svátky.

## Církevní obec
Pravoslavná církevní obec v Kralupech nad Vltavou byla roku 2014 vytyčena v reakci na vyšší počet pravoslavných věřících, dojíždějících do chrámů v Praze a Roudnici nad Labem. Prvním duchovním správcem se stal farář Martin Beneš, který před svým kněžským svěcením působil jako diákon v roudnické pravoslavné církevní obci.